# Scapaniella
Scapaniella là một chi rêu trong họ Scapaniaceae.